# Mándok
Mándok – miasto w północno-wschodniej części Węgier, w komitacie Szabolcs-Szatmár-Bereg, w powiecie Záhony.

## Pałac Forgách
Pałac należący do majątku rodziny Forgáchów, został zbudowany około 1750 roku. Pałac został zbudowany w stylu późnego baroku, a następnie przebudowany w stylu eklektycznym. Pałac powstał z inicjatywy hrabiego Zsigmonda Forgácha, zaś czterohektarowy ogród był pomysłem jego żony.
Los pałacu po roku 1945 był typowy dla ówczesnych czasów. Większa część parku została przekształcona na boisko do gry w piłkę nożną. Z samego pałacu zaś wszystko, co wartościowe zostało skradzione lub zniszczone. W efekcie oprócz gołych ścian nie pozostało z niego prawie nic. Od całkowitej ruiny uratował zabytek jego nowy właściciel, który zabezpieczył budowlę przed dalszym zniszczeniem ogradzając ją i kładąc nowy dach. Dzięki środkom konkursu Operatywnego Programu Rozwoju Nowych Obiektów na Cele Handlowe pałac w 2010 r. otrzymał dofinansowanie, dzięki któremu możliwe było rozpoczęcie prac odbudowy obiektu i jego otoczenia. Budynek odzyskał dawną świetność, dołożono wszelkich starań, by odtworzyć jego oryginalny wygląd. Zadbano nie tylko o wygląd zewnętrzny i otoczenie pałacu, ale także o detale wnętrza. Obecnie odnowiony budynek pełni funkcję hotelu.